# Prix Raymond-Chandler
Pour les articles homonymes, voir Chandler.
Le prix Raymond-Chandler est une récompense italienne dédiée à la carrière d'un maître du thriller et du roman noir. Fondé en 1988, il est remis annuellement depuis 1993 lors du Courmayeur Noir in Festival.

## Historique

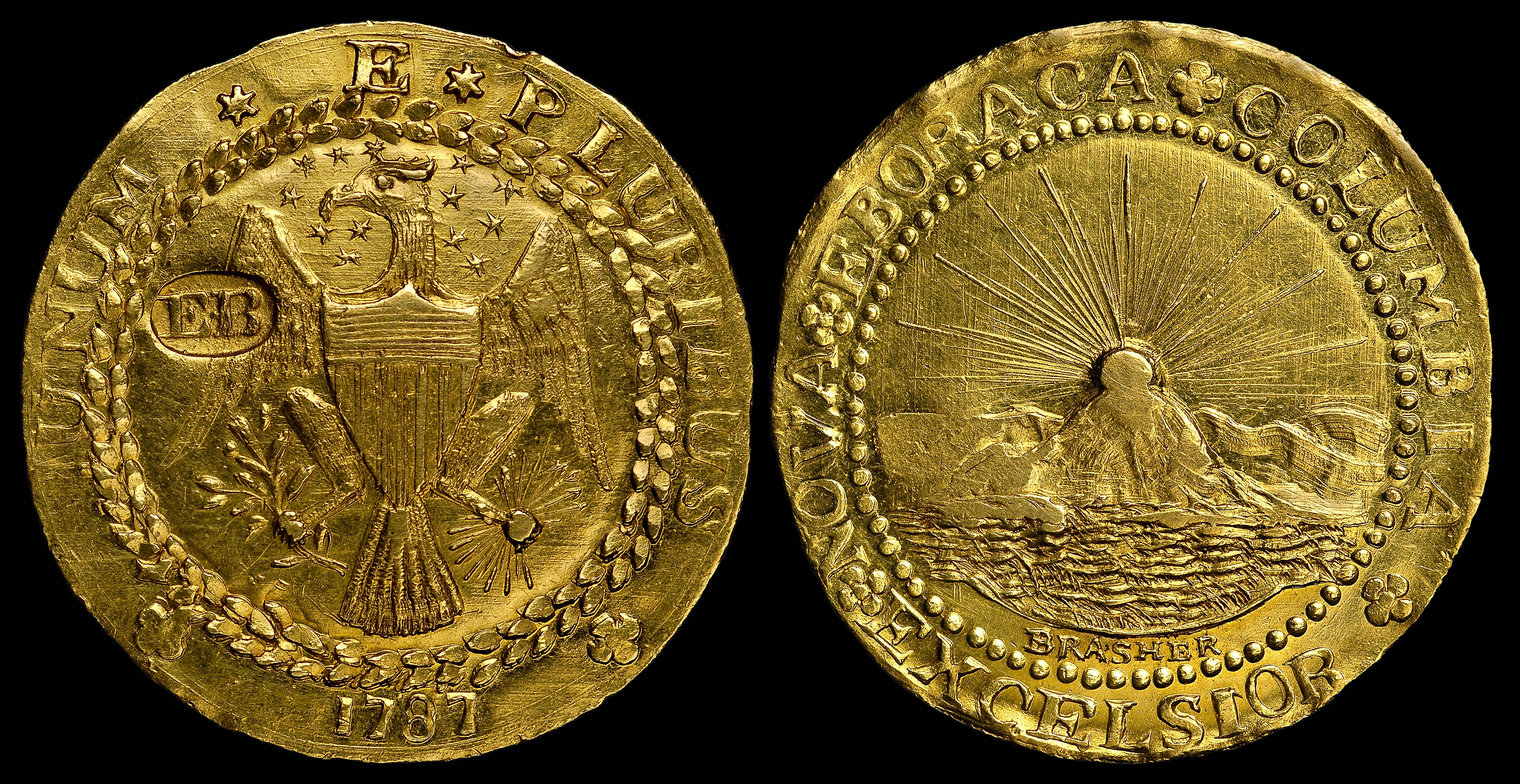
Pièce Brasher de 1787

Fondé sur l'initiative de la journaliste Irene Bignardi (it) en 1988, à l'époque directrice du festival MystFest de Cattolica, en Émilie-Romagne, à l'occasion du centenaire de la naissance de l'écrivain américain Raymond Chandler, le prix fut institué en accord avec le Raymond Chandler Estate, fondation dirigée par les héritiers de Graham Greene. Le prix consiste physiquement en une reproduction en argent de la célèbre pièce Brasher (en), une rare et précieuse monnaie d'or frappée en 1787, qui tire son nom de son graveur. Cette monnaie apparaît dans le roman La Grande Fenêtre (en) (1942), troisième aventure de Philip Marlowe. L'histoire voit le célèbre enquêteur essayer de récupérer la précieuse monnaie, volée par la veuve du collectionneur Murdock.
Depuis sa création, le prix a été attribué à Cattolica jusqu'en 1990, puis à Viareggio en 1991 et 1992. Habituellement attribué à un écrivain, un Prix spécial a été accordé, à deux occasions, à un artiste de l'audiovisuel : en 1992, pour le metteur en scène Quentin Tarantino et en 1996 pour le scénariste Chris Carter, créateur de X Files. En 1999, à l'occasion du centenaire de la naissance d'Alfred Hitchcock, le prix est revenu exceptionnellement à l'acteur Farley Granger.

## Lauréats

### Années 1980
- 1988 : Graham Greene (Mystfest, Cattolica)
- 1989 : Leonardo Sciascia (Mystfest, Cattolica)

### Années 1990
- 1990 : James Ballard et Donald Westlake (Mystfest, Cattolica)
- 1991 : Frederick Forsyth (Noir in festival, Viareggio)
- 1992 : Manuel Vázquez Montalbán (Noir in festival, Viareggio) / Quentin Tarantino (Prix spécial)
- 1993 : Osvaldo Soriano
- 1994 : Carlo Fruttero et Franco Lucentini
- 1995 : P. D. James
- 1996 : Ed McBain / Chris Carter (Prix spécial)
- 1997 : James Crumley
- 1998 : Mickey Spillane
- 1999 : Farley Granger (Prix spécial pour le centenaire de la naissance d'Alfred Hitchcock)

### Années 2000
- 2000 : Andrew Vachss
- 2001 : John le Carré
- 2002 : John Grisham
- 2003 : James Grady
- 2004 : Ian Rankin
- 2005 : George P. Pelecanos
- 2006 : Elmore Leonard
- 2007 : Scott Turow
- 2008 : Alicia Giménez Bartlett
- 2009 : Leonardo Padura

### Années 2010
- 2010 : Michael Connelly
- 2011 : Pétros Márkaris et Andrea Camilleri
- 2012 : Don Winslow
- 2013 : Henning Mankell
- 2014 : Jeffery Deaver [1]
- 2015 : Joe Lansdale [2]
- 2016 : Roberto Saviano
- 2017 : Margaret Atwood
- 2018 : Jo Nesbø
- 2019 : Jonathan Lethem

### Années 2020
- 2020 : John Banville
- 2021 : Guillaume Musso
- 2022 : Harlan Coben
- 2023 : Daniel Pennac

## Crédit d'auteurs
- (it) Cet article est partiellement ou en totalité issu de l’article de Wikipédia en italien intitulé « Premio Raymond Chandler » (voir la liste des auteurs).